# 86 î.Hr.

## Decese
- dată necunoscută: Sima Qian  (n. 145 î.Hr.)
- 29 martie: Împăratul Wu din dinastia Han  (n. 156 î.Hr.)